# Roberta Maierhofer
Roberta Maierhofer (* 21. Juli 1960 in Graz) ist eine österreichische  Amerikanistin, Kulturwissenschaftlerin und Alternsforscherin. Sie lehrt an der Karl-Franzens-Universität Graz und war von 1999 bis 2011  Vizerektorin. Seit 2007 leitet sie das Zentrum für Inter-Amerikanische Studien (C.IAS) an der Universität Graz. Seit 1996 ist sie zudem Adjunct Associate Professor an der State University of New York in Binghamton.

## Leben und Wirken
Roberta Maierhofer studierte Anglistik und Amerikanistik an der Universität Graz und schloss ihr Studium 1991 mit einer Dissertation über den US-amerikanischen Schriftsteller William Howard Gass ab. 2002 habilitierte sie sich mit einer anokritischen Untersuchung zu Frauen, Altern und Identität in der amerikanischen Literatur. Maierhofer gilt als Begründerin des Anokritizismus und ist eine der führenden Alternsforscherinnen weltweit (Paul-Petry-Preis für Alterswissenschaften, 1998). In ihrem anokritischen Ansatz schlägt sie eine Differenzierung zwischen biologischer und kulturell definierter Bejahrtheit vor – analog zur englischen Unterscheidung zwischen (biologischem) "sex" und (kulturellem) "gender". Diesem Ansatz folgend wäre die Binarität Jung - Alt ein Konstrukt.
1999 wurde Maierhofer unter Rektor Lothar Zechlin Vizerektorin für Internationale Beziehungen an der Universität Graz. Sein Nachfolger Alfred Gutschelhofer erweiterte ihr Portefeuille, wodurch sie von 2003 bis 2007 Vizerektorin für Internationale Beziehungen und Frauenförderung sowie von 2007 bis 2011 Vizerektorin für Internationale Beziehungen und Überfakultäre Angelegenheiten war. Maierhofer ist Gründungsmitglied des European Network in Aging Studies (ENAS). 2012 wurde ihr der Titel einer Professorin Honoris Causa der Universität Shkodra in Albanien verliehen. Seit 2010 ist Maierhofer im Beirat der österreichischen Fulbright-Kommission. Von 2000 bis 2007 war sie Mitglied des Executive Boards der Coimbra-Gruppe der Europäischen Union. Im Jahr 2006 initiierte sie als Vizerektorin im Zuge der Internationalisierung der Universität Graz die Summer School Seggau im Schloss Seggau, bei der Wissenschaftler aus Europa und den Amerikas unterrichten, wie etwa Helga Kromp-Kolb, Marjorie Agosín, Manfred Prisching und Rolando Hinojosa-Smith.

## Publikationen (Auswahl)
- Feminism and Aging in Literature. In: D. Gu, M. E. Dupre (Hg.): Encyclopedia of Gerontology and Population Aging. doi:10.1007/978-3-319-69892-2_253-1. Springer Nature. 2019. S. 1–7.
- Understanding the Americas – Work in Progress as a Balancing Act of Idea and Implementation. In: Yvonne Völkl und Albert Göschl (Hg.): Observations – Beobachtungen zu Literatur und Moral in der Romania und den Amerikas. Wien: LIT, 2019. S. 271–277.
- (Un)Comfortably Moving Out of the Comfort Zone: Life as Travel. In: Francescato, Simone, Maierhofer, Roberta, Minghetti, Valeria, Trinkaus, Eva-Maria. (Hg.): Senior Tourism: Interdisciplinary Perspectives on Aging and Traveling. Bielefeld: Transcript. 2017. S. 77–96.
- Das Selbst im Kontext des Lebens. Überlegungen zur Darstellung des Lebensverlaufs. In: Konstantin Lindner, Andrea Kabus, Ralph Bergold, Harald Schwillus (Hg.): Erinnern und Erzählen:Theologische, geistes-, human- und kulturwissenschaftliche Perspektiven. Münster: LIT. 2013. S. 15–23, ISBN 978-3-643-12296-4
- „Nach Amerika nämlich!“ Jüdische Migrationen in die Amerikas im 19. und 20. Jahrhundert. (hg. mit Kriebernegg, Ulla; Lamprecht, Gerald und Strutz, Andrea) Göttingen: Wallstein, 2012, ISBN 978-3-8353-0886-2
- Gerontophobie und Anophobie oder Das Selbst im Anderen. In: Dietmar Goltschnigg (Hg.): Angst – Lähmender Stillstand und Motor des Fortschritts. Tübingen: Stauffenburg, 2012. S. 127–134.
- Altwerden oder Jungsterben: Kulturwissenschaftliche Überlegungen zum Thema pflegende Angehörige. In: Magareta Kreimer, Isabella Meier (Hg.): "Die Angehörigen wissen am besten was gut ist". Eine Analyse des Systems der familiären Langzeitpflege und dessen Auswirkungen auf die Lage pflegender Angehöriger. Graz: Grazer Universitätsverlag – Leykam, 2011. S. 19–38.
- Transatlantic Relationships in Higher Education: American Studies and the Impact of the Bologna Process (mit Kriebernegg, Ulla). In: João Ferreira Duarte, Marta Pacheco Pinto, and Susana Araújo (Hg.): Trans/Oceanic, Trans/American, Trans/lation: Issues in International American Studies. Cambridge, U.K.: Cambridge Scholars Publishing, 2009. S. 51–62.
- An Anocritical Reading of American Culture: The Old Woman as the New American Hero. In: Journal of Aging, Humanities, and the Arts. 2007. doi:10.1080/19325610701410890
- Salty old women: eine anokritische Untersuchung zu Frauen, Altern und Identität in der amerikanischen Literatur. Essen: Verlag Die Blaue Eule, 2003, ISBN 978-3-639-03138-6
- Die ungestillte Sehnsucht: Suche nach Ordnung in William H. Gass' fiktosophischer Theorie der Literatur. Heidelberg: Verlag Winter, 1993, ISBN 978-3-8253-0856-8